# Красный (Ростовская область)
Красный — упразднённый в 2004 году посёлок городского типа в Ростовской области России. Входил в Самбекский поселковый совет.

## География
Расположен вблизи государственной границы с Украиной, примерно в 10 км от Луганской области.

## История
В 2004 году Постановлением Законодательного собрания Ростовской области № 447 был включён (вместе с посёлками Самбек и Соколово-Кундрюченский) в состав города Новошахтинск.

## Население
| 2002 |
| ---- |
| 1672 |

## Транспорт
Проходит автомобильная дорога общего пользования регионального значения «город Волгодонск — посёлок Зимовники».
Автобусы 33, 33а; Маршрутки 33, 33а.